# Список членов-корреспондентов АМН СССР и РАМН
Полный список учёных, являвшихся членами-корреспондентами Академии медицинских наук СССР и Российской академии медицинских наук. Всего 539 членкоров.

## Члены-корреспондентыАМН СССР, избранные в 1945—1991 годах
1. Абидов, Абдурахим Абидович (1929—2010)
2. Абуладзе, Каленик Сардионович (1897—1972)
3. Авдеев, Михаил Иванович (1901—1978)
4. Агол, Вадим Израилевич (род. 1929)
5. Айриян, Арсен Петросович (1929—2004)
6. Акимов, Геннадий Александрович (1923—1990)
7. Александров, Николай Николаевич (1917—1981)
8. Алексеев, Григорий Ильич (1922—1997)
9. Алипов, Виктор Иванович (1922—1988)[1]
10. Алымов, Андрей Яковлевич (1893—1965)
11. Амосов, Николай Михайлович (1913—2002)
12. Антонов, Игнатий Петрович (1922—2015)
13. Арапов, Дмитрий Алексеевич (1897—1984)
14. Арутюнян, Левон Асатурович (1903—1973)
15. Архангельский, Виталий Николаевич (1897—1973)
16. Аскерханов, Рашид Пашаевич (1920—1987)
17. Аствацатрян, Вилен Арменович (1933—2006)
18. Атаханов, Эргаш Исабаевич (1914—1967)
19. Ахунбаев, Иса Коноевич (1908—1975)
20. Ахутин, Михаил Никифорович (1899—1948)
21. Бабаянц, Рубен Амбарцумович (1889—1962)
22. Баиров, Гирей Алиевич (1922—1999)
23. Бакшеев, Николай Сергеевич (1911—1974)
24. Банайтис, Станислав Иосифович (1899—1954)
25. Барон, Михаил Аркадьевич (1904—1974)
26. Баткис, Григорий Абрамович (1895—1960)
27. Беленков, Никита Юрьевич (1917—1986)
28. Беленький, Макс Львович (1911—1965)
29. Белоусов, Владимир Александрович (1899—1954)
30. Белошапко, Павел Андреевич (1893—1960)
31. Беляев, Игорь Ипполитович (1910—1984)
32. Березин, Иван Филиппович (1896—1977)
33. Бернштейн, Николай Александрович (1896—1966)
34. Богданов, Иван Лукьянович (1903—1987)
35. Богданов, Фёдор Родионович (1900—1973)
36. Боговский, Павел Александрович (1919—2006)
37. Богоявленский, Юрий Константинович (1925—1999)
38. Болдырев, Тихон Ефимович (1900—1984)
39. Бондарь, Зинаида Адамовна (1907—1980)
40. Бочоришвили, Вахтанг Гаврилович (1923—2002)
41. Букринская, Алиса Григорьевна (1928—2019)
42. Буртнек, Эрнест Мартынович (1898—1958)
43. Бутенко, Геннадий Михайлович (род. 1932)
44. Вагнер, Роберт Иванович (1925—2015)
45. Вади, Вольдемар Мадисович (1891—1951)
46. Ванцян, Эдуард Никитич (1921—1989)
47. Вартанян, Генрих Арамаисович (1930—1996)
48. Васильев, Леонид Леонидович (1891—1966)
49. Ведров, Николай Симонович (1891—1949)
50. Ветошкин, Сергей Иванович (1892—1955)
51. Виноградов, Владимир Викторович (1930—1990)
52. Виноградов, Николай Аркадьевич (1910—1977)
53. Вихерт, Анатолий Михайлович (1918—1999)
54. Вихляева, Екатерина Михайловна (1923—2021)
55. Владос, Харлампий Харлампиевич (1891—1953)
56. Войткевич, Анатолий Анатольевич (1908—1971)
57. Воробьёв, Евгений Иванович (1918—2007)
58. Воронцова, Елена Ивановна (1913—2007)
59. Ворошилова, Марина Константиновна (1922—1986)
60. Вотрин, Игорь Иванович (1938—1997)[2]
61. Галанин, Николай Фёдорович (1893—1969)
62. Гембицкий, Евгений Владиславович (1919—1998)
63. Георгиу, Наталья Константиновна (1914—2001)
64. Гинецинский, Александр Григорьевич (1895—1962)
65. Грицюк, Александр Иосифович (1923—1990)
66. Громов, Александр Петрович (1924—2010)
67. Гукасян, Арам Григорьевич (1901—1972)
68. Гулькевич, Юрий Валентинович (1905—1974)
69. Гулямов, Минходж Гулямович (1929—1996)
70. Гургенидзе, Гурам Владимирович (1929—2002)[3]
71. Гуськова, Ангелина Константиновна (1924—2015)
72. Давиденкова, Евгения Фёдоровна (1902—1996)
73. Даниленко, Михаил Васильевич (1918—2002)
74. Деркач, Василий Степанович (1894—1973)
75. Деряпа, Николай Романович (1923—1996)
76. Дёмин, Аристарх Александрович (1918—1977)
77. Джавадзаде, Мирмамед Джавад оглы (1927—2008)
78. Дзагуров, Сослан Григорьевич (1925—1985)
79. Доброхотова, Александра Ивановна (1884—1958)
80. Долго-Сабуров, Борис Алексеевич (1900—1960)
81. Дульцин, Марк Соломонович (1904—1969)
82. Евдокимов, Александр Иванович (1883—1979)
83. Егоров, Пётр Иванович (1899—1967)
84. Еолян, Рубен Осипович (1894—1955)
85. Ерошевский, Тихон Иванович (1902—1984)
86. Жариков, Николай Михайлович (1920—2013)
87. Жуматов, Хамза Жуматович (1912—1972)
88. Заводская, Ирина Сергеевна (1924—2006)
89. Зазыбин, Николай Иванович (1902—1982)
90. Зайко, Николай Никифорович (1908—1991)
91. Зарубин, Георгий Петрович (1928—1995)
92. Захаров, Александр Фёдорович (1928—1982)
93. Захидов, Абдулла Захидович (1910—1977)
94. Золотов, Пётр Александрович (1924—2013)
95. Иваницкая, Людмила Петровна (1928—2019)
96. Иванов, Николай Романович (1925—1989)
97. Иоселиани, Георгий Давидович (1917—2005)
98. Исламбеков, Раджаб Капланович (1925—2011)
99. Исхаки, Юсуф Баширханович (1932—1996)
100. Кабаков, Борис Дементьевич (1923—1979)
101. Калюжный, Денис Николаевич (1900—1976)
102. Каракулов, Ишанбай Каракулович (1909—1992)
103. Карсанов, Николай Васильевич (1923—1995)
104. Касаткин, Николай Иванович (1903—1984)[4]
105. Каулен, Дмитрий Романович (1926—1982)
106. Кибяков, Алексей Васильевич (1899—1985)
107. Кирпатовский, Игорь Дмитриевич (1927—2014)
108. Кисляк, Наталья Сергеевна (1926—2008)
109. Кишковский, Альберт Николаевич (1922—1997)
110. Клюева, Нина Георгиевна (1898—1971)
111. Кнорре, Алексей Георгиевич (1914—1981)
112. Коваленко, Пётр Петрович (1919—2008)
113. Кожевников, Пётр Васильевич (1898—1969)
114. Колосов, Николай Григорьевич (1897—1979)
115. Комаров, Борис Дмитриевич (1928—2024)
116. Копейкин, Вадим Николаевич (1929—1998)
117. Коркушко, Олег Васильевич (1929—2024)
118. Коровкин, Борис Фёдорович (1923—1999)
119. Косицкий, Григорий Иванович (1920—1988)
120. Кочергин, Иван Георгиевич (1903—1980)
121. Кочетков, Николай Константинович (1915—2005)
122. Кощеев, Виктор Семёнович (1939—2018)
123. Кравков, Сергей Васильевич (1893—1951)
124. Краковский, Николай Иванович (1903—1976)
125. Крестовников, Алексей Николаевич (1885—1955)
126. Кулаков, Герт Петрович (1926—1987)
127. Кульберг, Александр Яковлевич (1932—2006)
128. Кундиев, Юрий Ильич (1927—2017)
129. Курашов, Сергей Владимирович (1910—1965)
130. Куршаков, Николай Александрович (1886—1973)
131. Лазаренко, Фёдор Михайлович (1888—1953)
132. Лазюк, Геннадий Ильич (1927—2021)
133. Лакин, Капитон Михайлович (1930—1987)
134. Латышев, Николай Иванович (1886—1950)
135. Лашас, Владас Лауринасович (1892—1966)
136. Лепахин, Владимир Константинович (род. 1941)
137. Лидский, Аркадий Тимофеевич (1890—1973)
138. Лимберг, Александр Александрович (1894—1974)
139. Лисицын, Константин Михайлович (1921—2016)
140. Литасова, Елена Евгеньевна (1931—2017)
141. Литвинов, Николай Николаевич (1893—1974)
142. Лихачёв, Андрей Гаврилович (1899—1988)
143. Лукьянова, Людмила Дмитриевна (род. 1931)
144. Маевский, Михаил Михайлович (1894—1977)
145. Мазаев, Павел Николаевич (1902—1995)
146. Мазурин, Андрей Владимирович (1923—2001)
147. Макаров, Пётр Васильевич (1905—1967)
148. Максименков, Алексей Николаевич (1906—1968)
149. Максумов, Джалал Насырович (1920—2000)
150. Мануилова, Ирина Александровна (1923—2011)
151. Маруашвили, Георгий Минаевич (1910—1990)
152. Марцинкявичюс, Альгимантас Йонас (1921—2014)
153. Маршак, Моисей Ефимович (1894—1977)
154. Меграбян, Андраник Амбарцумович (1904—1986)
155. Медведев, Всеволод Иванович (1924—2008)
156. Меркулов, Иван Иосифович (1897—1981)
157. Мисюк, Николай Семёнович (1919—1990)
158. Могилевчик, Захар Кузьмич (1895—1975)
159. Могильницкий, Борис Несторович (1882—1955)
160. Молоканов, Константин Павлович (1904—1978)
161. Молчанова, Ольга Павловна (1886—1975)
162. Морозкин, Николай Иванович (1893—1966)
163. Морозов, Виктор Михайлович (1907—1996)
164. Мошков, Валентин Николаевич (1903—1997)
165. Мошковский, Шабсай Давидович (1895—1982)
166. Мусабаев, Исхак Курбанович (1910—2003)
167. Мухарлямов, Нурмухамед Мухамедович (1930—1989)
168. Навакатикян, Александр Оганесович (1925—2006)
169. Наджаров, Рубен Александрович (1927—1995)
170. Намазова, Адилия Аваз-кызы (1926—2020)
171. Натадзе, Георгий Михайлович (1892—1965)
172. Нейфах, Соломон Абрамович (1909—1992)
173. Никифоров, Владимир Николаевич (1919—1990)
174. Николаев, Михаил Петрович (1893—1949)
175. Новаченко, Николай Петрович (1898—1966)
176. Новиков, Юрий Владимирович (1928—2009)
177. Новиков, Юрий Иванович (1921—1982)
178. Новикова, Людмила Алексеевна (1901—1977)
179. Носов, Сергей Дмитриевич (1902—1989)
180. Обросов, Александр Николаевич (1895—1990)
181. Огарков, Всеволод Иванович (1926—1987)
182. Огнев, Борис Владимирович (1901—1978)
183. Олсуфьев, Николай Григорьевич (1905—1988)
184. Орехов, Константин Владимирович (1931—2010)
185. Островерхов, Георгий Ефимович (1904—1990)
186. Павлов, Сергей Тимофеевич (1897—1971)
187. Панцырев, Юрий Михайлович (1929—2015)
188. Патрушев, Григорий Афанасьевич (1923—1985)
189. Паутов, Виктор Николаевич (1926—2020)
190. Першин, Григорий Николаевич (1908—1989)
191. Петерсон, Борис Евгеньевич (1923—1981)
192. Петрищева, Полина Андреевна (1899—1973)
193. Петров, Борис Дмитриевич (1904—1991)
194. Петров, Владимир Иванович (1925—2001)
195. Пигалёв, Иван Александрович (1891—1962)
196. Пиотрович, Анатолий Карпович (1924—1988)
197. Подъяпольская, Варвара Петровна (1892—1975)
198. Поздняков, Олег Михайлович (1929—2015)
199. Португалов, Виктор Валентинович (1909—1982)
200. Постнов, Ювеналий Васильевич (1929—2010)
201. Потекаев, Николай Сергеевич (1924—2021)
202. Прозоров, Александр Евграфович (1889—1952)
203. Прокофьева-Бельговская, Александра Алексеевна (1903—1984)
204. Пулькис, Владимир Антонович (1890—1970)
205. Путов, Николай Васильевич (1923—2007)
206. Пытель, Антон Яковлевич (1902—1982)
207. Пытель, Юрий Антонович (1929—1998)
208. Рабкин, Иосиф Хаимович (род. 1926)
209. Равич-Щербо, Владимир Антонович (1890—1955)
210. Радионченко, Анна Алексеевна (1926—2024)
211. Раевский, Кирилл Сергеевич (1931—2020)
212. Раздольский, Иван Яковлевич (1890—1962)
213. Раков, Александр Иванович (1902—1972)
214. Рахманов, Виктор Александрович (1901—1969)
215. Репин, Вадим Сергеевич (1936—2018)
216. Рогозин, Исаак Иосифович (1900—1973)
217. Розенштраух, Леонид Валентинович (1937—2020)
218. Романенко, Анатолий Ефимович (род. 1928)
219. Романцев, Евгений Фёдорович (1922—1994)
220. Росляков, Андрей Григорьевич (1927—2015)
221. Рохлин, Дмитрий Герасимович (1895—1981)
222. Ручковский, Сергей Никифорович (1888—1967)
223. Рысс, Симон Михайлович (1896—1968)
224. Саарма, Юрий Мартынович (1921—2001)
225. Сакварелидзе, Леван Абоевич (1920—1991)
226. Самарин, Николай Николаевич (1888—1954)
227. Самойлов, Александр Яковлевич (1897—1979)
228. Самойлов, Владимир Олегович (1941—2023)
229. Самсонов, Михаил Андреевич (1918—2009)
230. Саноцкий, Игорь Владимирович (1922—2013)
231. Светлов, Павел Григорьевич (1892—1976)
232. Сергиевский, Михаил Васильевич (1898—1982)
233. Серенко, Александр Фёдорович (1916—1982)
234. Сивков, Иван Иванович (1922—1996)
235. Сидельников, Виктор Михайлович (1928—1997)
236. Симбирцев, Семён Александрович (1929—2018)
237. Смагин, Всеволод Григорьевич (1921—1989)
238. Смирнов, Александр Иванович (1887—1976)
239. Смирнов, Георгий Борисович (род. 1943)
240. Смирнов, Леонид Иосифович (1889—1955)
241. Собакин, Михаил Алексеевич (1917—1990)
242. Соловьёв, Александр Александрович (1893—1967)
243. Сперанская, Екатерина Николаевна (1899—1979)
244. Сперанский, Иван Иванович (1894—1962)
245. Страдыньш, Павел Иванович (1896—1958)
246. Стрелин, Гавриил Сергеевич (1905—1992)
247. Стрелис, Айвар-Янис (1942—2009)
248. Тагер, Иосиф Львович (1900—1976)
249. Талызин, Фёдор Фёдорович (1903—1980)
250. Тарасенко, Наталия Ювенальевна (1911—2004)
251. Тенцова, Антонина Ивановна (1922—2014)
252. Терёшин, Игорь Михайлович (1935—1995)[5]
253. Терновский, Сергей Дмитриевич (1896—1960)
254. Тимошенко, Леонид Васильевич (1921—2004)
255. Ткаченко, Сергей Степанович (1923—1997)
256. Третьяков, Константин Николаевич (1892—1956)
257. Тринус, Фёдор Петрович (1924—2013)
258. Триумфов, Александр Викторович (1897—1963)
259. Трунова, Лилия Алексеевна (1928—2016)
260. Удинцев, Григорий Николаевич (1896—1980)
261. Умидова, Зульфия Ибрагимовна (1897—1980)
262. Ундриц, Вильгельм Фомич (1891—1963)
263. Урсов, Игорь Григорьевич (1927—2002)
264. Фалилеев, Юрий Владимирович (1917—1989)
265. Фанарджян, Варфоломей Артемьевич (1898—1976)
266. Фигурнов, Константин Михайлович (1887—1961)
267. Филиппович, Артемий Никитич (1901—1961)
268. Франк, Глеб Михайлович (1904—1976)
269. Фриденштейн, Александр Яковлевич (1924—1997)
270. Хакимова, Софья Хафизовна (1924—2015)
271. Ходукин, Николай Иванович (1896—1957)
272. Холдин, Самуил Абрамович (1896—1975)
273. Хохол, Елена Николаевна (1897—1964)
274. Хромов-Борисов, Николай Васильевич (1905—1987)
275. Цинзерлинг, Всеволод Дмитриевич (1891—1960)
276. Чагин, Константин Петрович (1913—1986)
277. Чаклин, Василий Дмитриевич (1892—1976)
278. Черкинский, Самуил Наумович (1897—1980)
279. Чистович, Алексей Николаевич (1905—1970)
280. Шабанов, Александр Николаевич (1904—1982)
281. Шамсиев, Сайфи Шамсиевич (1914—1995)
282. Шатерников, Валерий Андреевич (1930—1986)
283. Шахбазян, Гайк Хачатурович (1896—1982)
284. Шахламов, Владимир Аркадьевич (1923—2005)
285. Шебанов, Филипп Васильевич (1897—1982)
286. Шиган, Евгений Николаевич (1937—1995)
287. Шмидт, Александр Александрович (1892—1978)
288. Шубладзе, Антонина Константиновна (1909—1993)
289. Щелкунов, Серафим Иванович (1904—1977)
290. Щелованов, Николай Матвеевич (1892—1984)
291. Щукарев, Константин Александрович (1894—1954)
292. Юлдашев, Карим Юлдашевич (1933—1999)
293. Юмашев, Георгий Степанович (1919—2002)[6]
294. Ягунов, Сергей Алексеевич (1893—1959)
295. Яковлев, Герман Михайлович (1933—2017)

## Члены-корреспондентыРАМН, избранные в 1993—2011 годах
1. Акимкин, Василий Геннадьевич (род. 1965)
2. Александровский, Юрий Анатольевич (род. 1936)
3. Алексеев, Борис Николаевич (1925—2004)
4. Алексеев, Леонид Петрович (1939—2019)
5. Аляев, Юрий Геннадьевич (род. 1942)
6. Ананьина, Юлия Васильевна (1946—2018)
7. Аничков, Николай Мильевич (род. 1941)
8. Анохин, Константин Владимирович (род. 1957)
9. Антоненко, Фёдор Фёдорович (род. 1951)
10. Ашрафян, Левон Андреевич (род. 1952)
11. Баженов, Дмитрий Васильевич (род. 1942)
12. Баиндурашвили, Алексей Георгиевич (род. 1947)
13. Балаболкин, Иван Иванович (род. 1935)
14. Банин, Виктор Васильевич (род. 1945)
15. Баранов, Владислав Сергеевич (1940—2022)
16. Баркаган, Зиновий Соломонович (1925—2006)
17. Безруков, Владимир Максимович (1934—2007)
18. Белоусов, Юрий Борисович (1942—2017)
19. Беляев, Евгений Николаевич (1937—2021)
20. Береговых, Валерий Васильевич (род. 1942)
21. Боголепова, Ирина Николаевна (род. 1939)
22. Богомильский, Михаил Рафаилович (1934—2021)
23. Богомолов, Борис Павлович (1930—2022)
24. Боровая, Татьяна Геннадьевна (род. 1950)
25. Бохан, Николай Александрович (род. 1959)
26. Буганов, Анатолий Алексеевич (1936—2019)
27. Бурцев, Евгений Михайлович (1937—2000)
28. Быков, Анатолий Тимофеевич (род. 1947)
29. Быков, Игорь Юрьевич (род. 1954)
30. Важенин, Андрей Владимирович (род. 1958)
31. Василевский, Николай Николаевич (1931—1996)
32. Васильев, Александр Юрьевич (род. 1962)
33. Вебер, Виктор Робертович (род. 1954)
34. Венедиктов, Дмитрий Дмитриевич (1929—2021)
35. Воевода, Михаил Иванович (род. 1957)
36. Войновский, Евгений Александрович (1946—2016)
37. Воронин, Виктор Фёдорович (род. 1939)
38. Гавалов, Сергей Михайлович (1924—2018)
39. Гавриленко, Александр Васильевич (род. 1950)
40. Гайцхоки, Владимир Соломонович (1931—2000)[7]
41. Галенко-Ярошевский, Павел Александрович (род. 1942)
42. Гаппаров, Минкаил Магомед Гаджиевич (род. 1940)
43. Гельцер, Борис Израйлевич (род. 1953)
44. Глыбочко, Пётр Витальевич (род. 1964)
45. Говорун, Вадим Маркович (род. 1964)
46. Гогин, Евгений Евгеньевич (1926—2016)
47. Гологорский, Виктор Адольфович (1930—2001)
48. Голухов, Георгий Натанович (род. 1960)
49. Голухова, Елена Зеликовна (род. 1960)
50. Городецкий, Владимир Матвеевич (род. 1940)
51. Граков, Борис Степанович (1931—1994)
52. Гранов, Дмитрий Анатольевич (род. 1961)
53. Гребенев, Андрей Леонидович (1933—1995)
54. Григорьев, Евгений Георгиевич (род. 1950)
55. Гудашева, Татьяна Александровна (род. 1950)
56. Гуськова, Татьяна Анатольевна (1941—2022)
57. Гущин, Игорь Сергеевич (род. 1938)
58. Давыдов, Борис Николаевич (род. 1939)
59. Дадвани, Сергей Антимозович (1950—2000)
60. Дамбаев, Георгий Цыренович (род. 1942)
61. Даренков, Анатолий Фёдорович (1937—1994)
62. Денисов, Валерий Николаевич (1947—2004)[8]
63. Дзизинский, Александр Александрович (1936—2020)
64. Добрецов, Геннадий Евгеньевич (1941—2020)
65. Долгушин, Борис Иванович (род. 1952)
66. Долгушин, Илья Ильич (род. 1947)
67. Дуданов, Иван Петрович (род. 1954)
68. Дудник, Юрий Васильевич (1938—2003)[9]
69. Дунаевский, Олег Арсеньевич (1928—2007)
70. Дурнев, Андрей Дмитриевич (род. 1955)
71. Дятлов, Иван Алексеевич (род. 1959)
72. Ермолов, Александр Сергеевич (1934—2021)
73. Ерохин, Владислав Всеволодович (1936—2014)
74. Ерюхин, Игорь Александрович (1936—2014)
75. Ефименко, Николай Алексеевич (род. 1951)
76. Ефремов, Анатолий Васильевич (род. 1948)
77. Жебрун, Анатолий Борисович (1942—2015)
78. Журавлёв, Валентин Андреевич (1931—2016)
79. Завьялов, Александр Васильевич (1933—2006)
80. Заридзе, Давид Георгиевич (род. 1941)
81. Зефиров, Андрей Львович (род. 1950)
82. Зиновьев, Антон Самуилович (1926—2003)
83. Иванец, Николай Николаевич (род. 1941)
84. Иваницкий, Анатолий Владимирович (1937—2003)[10]
85. Иванов, Виктор Константинович (род. 1952)
86. Иванова, Вера Васильевна (1934—2019)
87. Каганов, Борис Самуилович (род. 1956)
88. Кактурский, Лев Владимирович (род. 1943)
89. Калинин, Ариан Павлович (1927—2016)
90. Камалов, Армаис Альбертович (род. 1961)
91. Каприн, Андрей Дмитриевич (род. 1966)
92. Капцов, Валерий Александрович (род. 1939)
93. Караулов, Александр Викторович (род. 1953)
94. Каркищенко, Николай Николаевич (род. 1943)
95. Карлов, Владимир Алексеевич (1926—2025)
96. Касаткин, Вадим Фёдорович (1945—2023)
97. Кетлинский, Сергей Александрович (1940—2019)
98. Киселёв, Валерий Иванович (1942—2020)
99. Киселёв, Всеволод Иванович (род. 1953)
100. Киселёв, Фёдор Львович (1940—2016)
101. Коваленко, Владимир Леонтьевич (1938—2020)
102. Козель, Арнольд Израилевич (1940—2019)
103. Козлов, Владимир Александрович (1930—2022)
104. Козлов, Владимир Кириллович (род. 1939)
105. Коков, Леонид Сергеевич (род. 1955)
106. Колесникова, Любовь Ильинична (род. 1949)
107. Колосов, Виктор Павлович (род. 1953)
108. Корнилов, Николай Васильевич (1940—2019)
109. Красовский, Гурий Николаевич (1929—2019)
110. Кривошапкин, Алексей Леонидович (род. 1953)
111. Кузнецов, Сергей Львович (род. 1951)
112. Кулаков, Анатолий Алексеевич (род. 1949)
113. Курляндский, Борис Аронович (1929—2018)
114. Курцер, Марк Аркадьевич (род. 1957)
115. Кухарчук, Валерий Владимирович (род. 1941)
116. Кучеренко, Владимир Захарович (1941—2025)
117. Кучма, Владислав Ремирович (род. 1951)
118. Кушлинский, Николай Евгеньевич (род. 1954)
119. Ланцов, Александр Александрович (1937—2004)[11]
120. Левашёв, Юрий Николаевич (1939—2016)
121. Лисица, Андрей Валерьевич (род. 1976)
122. Литвин, Виктор Юрьевич (1938—2011)
123. Литвицкий, Пётр Францевич (род. 1947)
124. Лишманов, Юрий Борисович (род. 1951)
125. Лоран, Олег Борисович (род. 1943)
126. Луцевич, Эммануил Викентьевич (1928—2016)
127. Любарский, Михаил Семёнович (1950—2015)
128. Любимов, Борис Иванович (1930—1999)[12]
129. Лядов, Константин Викторович (род. 1959)
130. Маев, Игорь Вениаминович (род. 1963)
131. Мазо, Евсей Борисович (1931—2008)
132. Макацария, Александр Давидович (род. 1944)
133. Маколкин, Владимир Иванович (1931—2012)
134. Малашенков, Анатолий Иванович (1939—2012)
135. Манчук, Валерий Тимофеевич (род. 1941)
136. Мардынский, Юрий Станиславович (род. 1936)
137. Марьяндышев, Андрей Олегович (род. 1958)
138. Медведева, Ирина Васильевна (1958—2021)
139. Медик, Валерий Алексеевич (род. 1954)
140. Михайлов, Михаил Иванович (род. 1953)
141. Мороз, Виктор Васильевич (род. 1937)
142. Морозов, Сергей Георгиевич (род. 1967)
143. Моруков, Борис Владимирович (1950—2015)
144. Мусалатов, Хасан Аласханович (1944—2002)
145. Назаренко, Сергей Андреевич (1949—2005)
146. Намазова-Баранова, Лейла Сеймуровна (род. 1963)
147. Непомнящих, Лев Моисеевич (1937—2015)
148. Неродо, Галина Андреевна (1940—2018)
149. Нечаев, Эдуард Александрович (род. 1934)
150. Никитюк, Борис Александрович (1933—1998)
151. Никифоров, Алексей Михайлович (1956—2006)
152. Николаев, Анатолий Витальевич (1940—2021)
153. Овчаров, Владимир Куприянович (1925—2005)
154. Огородова, Людмила Михайловна (род. 1957)
155. Одинак, Мирослав Михайлович (род. 1946)
156. Омаров, Султан-Мурад Асланович (1927—2021)
157. Оноприенко, Геннадий Алексеевич (род. 1937)
158. Отеллин, Владимир Александрович (1938—2022)
159. Пак, Сергей Григорьевич (1930—2018)
160. Пальчун, Владимир Тимофеевич (1929—2023)
161. Перов, Юрий Ливерьевич (1943—2008)
162. Персин, Леонид Семёнович (род. 1948)
163. Петеркова, Валентина Александровна (род. 1941)
164. Пиголкин, Юрий Иванович (род. 1952)
165. Пирадов, Михаил Александрович (род. 1956)
166. Писарев, Вячеслав Борисович (1950—2008)
167. Пискунов, Геннадий Захарович (род. 1937)
168. Поддубная, Ирина Владимировна (род. 1941)
169. Полунина, Наталья Валентиновна (род. 1946)
170. Полушин, Юрий Сергеевич (род. 1954)
171. Попов, Владимир Фёдорович (1931—2012)[13]
172. Попов, Сергей Валентинович (род. 1959)
173. Порханов, Владимир Алексеевич (род. 1947)
174. Порядин, Геннадий Васильевич (род. 1937)
175. Поташов, Лев Васильевич (1930—2020)
176. Пронин, Игорь Николаевич (род. 1964)
177. Решетняк, Виталий Кузьмич (1946—2019)
178. Решетов, Игорь Владимирович (род. 1964)
179. Романов, Александр Иванович (род. 1948)
180. Рукавишников, Виктор Степанович (род. 1949)
181. Салтанов, Александр Иосифович (1938—2016)
182. Самылина, Ирина Александровна (род. 1943)
183. Сапронов, Николай Сергеевич (1937—2019)
184. Светухин, Алексей Михайлович (1939—2008)
185. Северин, Сергей Евгеньевич (1955—2016)
186. Селиванов, Евгений Алексеевич (1945—2012)
187. Семёнов, Виктор Николаевич (1938—2003)
188. Семиглазов, Владимир Фёдорович (род. 1941)
189. Сергеев, Юрий Дмитриевич (род. 1944)
190. Сёмина, Нина Алексеевна (1931—2009)
191. Сидоренко, Евгений Иванович (род. 1940)
192. Сидорова, Ираида Степановна (род. 1931)
193. Симоненко, Владимир Борисович (род. 1948)
194. Скворцова, Вероника Игоревна (род. 1960)
195. Скобелкин, Олег Ксенофонтович (1923—1998)
196. Скребицкий, Владимир Георгиевич (род. 1934)
197. Солодкий, Владимир Алексеевич (род. 1955)
198. Степанов, Валерий Николаевич (1933—2001)[14]
199. Стилиди, Иван Сократович (род. 1964)
200. Страчунский, Леонид Соломонович (1952—2005)
201. Суворов, Герман Алексеевич (1938—2003)
202. Судаков, Сергей Константинович (род. 1955)
203. Тареева, Ирина Евгеньевна (1931—2001)
204. Терентьев, Александр Александрович (род. 1942)
205. Тимербулатов, Виль Мамилович (род. 1952)
206. Ткаченко, Сергей Борисович (род. 1962)
207. Тотолян, Арег Артёмович (род. 1958)
208. Тюренков, Иван Николаевич (род. 1943)
209. Удут, Владимир Васильевич (род. 1952)
210. Умрюхин, Евгений Алексеевич (род. 1935)
211. Урываев, Леонид Викторович (род. 1937)
212. Федосеев, Глеб Борисович (1930—2019)
213. Филатов, Юрий Михайлович (1931—2022)
214. Фирсов, Александр Алексеевич (1945—2020)
215. Фрейдлин, Ирина Соломоновна (1936—2024)
216. Фудин, Николай Андреевич (род. 1935)
217. Хавинсон, Владимир Хацкелевич (1946—2024)
218. Хитров, Николай Константинович (1941—2004)[15]
219. Хритинин, Дмитрий Фёдорович (род. 1936)
220. Хубулава, Геннадий Григорьевич (род. 1960)
221. Хубутия, Могели Шалвович (род. 1946)
222. Хунданов, Лев Лукич (1939—2001)
223. Цинзерлинг, Александр Всеволодович (1923—1995)
224. Чазова, Ирина Евгеньевна (род. 1961)
225. Черных, Елена Рэмовна (род. 1957)
226. Чиж, Иван Михайлович (род. 1949)
227. Шабалин, Алексей Васильевич (1947—2008)
228. Шапошников, Юлий Георгиевич (1931—1999)
229. Шахгильдян, Иосиф Васильевич (1932—2013)
230. Шевцов, Владимир Иванович (род. 1938)
231. Шестакова, Марина Владимировна (род. 1962)
232. Шимановский, Николай Львович (род. 1951)
233. Шкарин, Вячеслав Васильевич (род. 1936)
234. Шойхет, Яков Нахманович (род. 1940)
235. Шумаков, Дмитрий Валерьевич (род. 1967)
236. Щепин, Владимир Олегович (род. 1957)
237. Щербо, Александр Павлович (род. 1944)
238. Щербук, Юрий Александрович (род. 1952)
239. Яблоков, Евгений Георгиевич (1938—1999)[16]
240. Янов, Юрий Константинович (род. 1947)
241. Ярема, Иван Васильевич (1938—2021)
242. Ярыгин, Константин Никитич (род. 1948)
243. Ястребов, Анатолий Петрович (1939—2018)
244. Ястребов, Гарри Гурьевич (1931—2003)[17]